# 市営モンロー主義
市営モンロー主義（しえいモンローしゅぎ）とは、一定地域の交通などの各種社会サービスについて、民間資本の参入を認めない市や国などの思想・態度の俗称。1950年代～1970年代には「市内交通市営主義」とも呼ばれた。

## 概要
「市営モンロー主義」は、中遠距離の交通は国鉄（当時は鉄道省、後の日本国有鉄道）が、都市近郊や近距離都市間の交通は民営鉄道が、都市内の交通は市などの公営交通がそれぞれ担当するという役割分担を徹底させたものである。
「市営モンロー主義」の代表的な例としては、戦前に大阪市がとった「市内交通を営利企業に任せず、市民の利益が最大となるよう市営にて行う」とした都市計画に関する基本方針や、東京市（1943年〈昭和18年〉に東京都となる）がとった「山手線内の交通整備は国（帝都高速度交通営団・日本国有鉄道等）と市で行うため、民間は介入すべきでない」という意向がある。
語源は、アメリカ合衆国がかつて採っていた「アメリカは他国には介入せず、また、他国のアメリカへの介入は許さない」というモンロー主義であり、自らの支配地域について市場の独占を図る姿勢をなぞらえたものである。
語句としての初出については定かではないが、1956年2月に発行された『日本経済新報』では「市内交通市営主義」と表現された。また、大阪市域への民営バス乗り入れが協議されていていた1947年に発表された伊勢田豊の『郊外バス大阪市内乗入問題私見』には「市内交通は大阪市で行ふと云う伝来の主義」と表現されたほか、1979年に発行された阪急バス社史『阪急バス50年史』では「大阪市は、かねてより大阪市域内の交通はすべて市営において経営する事を基本原則とする市営主義」と表現されていた。このように議論が行われた盛んにおこなわれた1950年代当時には「市営モンロー主義」という表現は見られなかったが、1971年に発行された『鉄道ピクトリアル（12月号）』に掲載された中川浩一の『大都市圏における通勤路線の特性』という記事で「市営モンロー主義」という表現がみられるようになった。さらに、1977年（昭和52年）刊行の種村直樹の著書『地下鉄物語』（日本交通公社）には「大阪市内交通市有市営のモンロー主義」(P.226) という表現がみられ、1980年（昭和55年）刊行の京阪電気鉄道社史『京阪七十年のあゆみ』や「鉄道ジャーナル」の連載記事、1985年（昭和60年）に『阪神電気鉄道八十年史』に登場している。1990年代以降川島令三が鉄道雑誌記事や著書「全国鉄道事情大研究 大阪都心部・奈良篇」などで多用して広く知られるようになった。

## 大阪市の事例
大阪市の市営モンロー主義は、電気局時代黎明期の1903年から交通局末期の2011年までの108年間にわたって続けられた政策である。ただ、1960年代以降は、大阪市も徐々にではあるが市中心部への民営交通事業者（私鉄）の乗り入れを容認する姿勢に転じるなど、市営モンロー主義政策は次第に緩和されていった。

### 戦前期の路面電車網整備
1903年、大阪市は同市が整備した築港埋立地の発展促進のために日本で初めて公営の路面電車（大阪市電）を開業した。これが好調で事業として有望であることから、続いて市街地への路線の拡張を計画した。この頃、いくつかの民間資本が市街地への路面電車の敷設特許を出願していたが、第2代大阪市長の鶴原定吉が「市街鉄道のような市民生活に必要な交通機関は、利害を標準に査定されるものではなく、私人や営利会社に運営を委ねるべきではない」と市会で主張し、以後も路面電車は公営で建設・運営されることになった。この方針には、当時の大阪では道路・橋梁などの社会資本が未整備で、都市計画事業の実施に交通事業の収益を財源とする必要があった、という背景があり、実際に大阪市では江戸時代以来の狭隘かつ煩雑な市街地の区画整理・道路拡幅・鉄橋架設などが、路面電車の敷設と同時に計画的に実施されている。
この市営交通事業による市内交通の独占政策は、その後の電鉄ブームなどで計画された私鉄各社による大阪市内中心部への乗り入れ計画に対して、最も厳しい形で適用された。大阪市は私鉄各社による市内中心部乗り入れ線の免許・特許申請に対し、都市計画法などを論拠としてすべて反対の立場を表明し続けたばかりでなく、市電の開業以前の時点で既に各社が保有していた市内中心部への路線免許・特許についても返納あるいは失効させて排除を図った。この過程では、一旦は市電への私鉄車両の乗り入れを認める姿勢を示した上で、各社が取得済みの市内中心部への免許・特許を返納させ、その後乗り入れを認めない姿勢に転換することで私鉄各社を閉め出す、といった手法も採用された。こうして、1910年代の終わりまでには市内中心部からの計画線を含めた私鉄線の徹底的な排除が図られた。
なお、鉄道省（後に後継の運輸省の外郭団体である日本国有鉄道を設立して独立するが、国営なのは不変）は当時、大阪周辺の交通網整備にはほとんど関心がないことで唯一市営モンロー主義の影響を受けなかったうえ、当時の大阪市域も発展途上であり通勤需要も少なく、さらに五私鉄疑獄事件による民鉄への不信感などから、市民からも大阪市による交通網の一元化政策は一定の支持を受けていた。

### 大阪市営地下鉄の建設
1920年代に入ると大大阪時代が到来し、日本における都市計画の泰斗の一人である關一第7代市長の下で日本初の公営地下鉄（大阪市営地下鉄）である御堂筋線の建設計画が立案された。その際、地下鉄建設は都市計画の一環として、既設市電路線網を補完あるいは代替する形で御堂筋の街路整備と一体となった高速電気軌道整備事業として実施に移された。この際、大阪駅前（梅田地区）でのターミナル機能の整備をはじめとして、市域外縁部での郊外電鉄各社線との連絡の容易性については強く意識されたものの、市域中心部（1889年の大阪市制施行当時からの市域）への私鉄各社線の乗り入れは排除した形

で路線網が構築されており、ここでも市内交通（特に国鉄城東線の内側の交通）を市営交通が独占する方針は一貫していた。
独占を図る一方で地下鉄御堂筋線の計画では、将来の都市規模の発展を考慮して17m級車両の最大12両での運行を前提とした、当時としてはきわめて高規格かつ高水準の施設・車両が巨額の費用を投じて準備された。この時建設された各施設は現在に至るまで有効に機能し続けており、同時期に東京で計画され、民間資本の下で最小限の設備投資によって建設された東京地下鉄道線（現在の東京メトロ銀座線）とは対照的な経緯をたどることとなった。

### 私鉄の市内乗り入れ・直通に対する大阪市の対応
その後、大阪市内へ乗り入れようとする私鉄各社の計画に対して、市は以下のような対応を取った。
1920年代に入って開業した、京阪間を連絡する第2の高規格都市間電気鉄道である新京阪鉄道（現在の阪急京都線）は、大阪駅の位置する梅田へ乗り入れる梅田線を計画し、これに必要となる路線免許申請や用地確保の手配を行った。これに応じて監督官庁である鉄道省が梅田線の路線免許を交付したのに対して、同線の計画について説明を受けていなかった大阪市、特に市会は都市計画にかかる自治権の侵害であるとして猛反発した。結局、当該免許には都市計画道路などとの干渉を防ぐため、地上線ではなく高架線ないしは地下線として建設すること、との付帯条件が追加されることとなった。これにより建設費用が高騰し、最終的に梅田線建設計画が挫折する一因となり、さらには蒲生から同線への乗り入れを実施することで大阪市内ターミナルの確保を目指していた大阪電気軌道四条畷線の建設計画の頓挫にも大きく影響する結果となった。
戦後では、近鉄と阪神が自社の路線をミナミの中心である難波まで延伸して両社の路線（現在の近鉄難波線・阪神なんば線）を結ぶ計画を立てた際に、並行ルートで大阪市営地下鉄千日前線の建設計画を立て、実際に建設している。戦前の計画ではこの路線は存在しておらず、市内の東西を横断する路線としては長堀通に1路線（4号線）のみ建設される予定であった。この計画は1948年の路線計画変更で東西方向の輸送力強化を目的として、中央大通を経由する中央線（4号線）と千日前を経由する千日前線（5号線）に再編された。だが、市電創業にかかる大阪港へのアクセス機関を肩代わりするという重要な目的をもって計画され、新設の都市計画道路である中央大通の建設と連動して整備が進められた中央線に対し、特に緊急性もなく既存路面電車網の代替に当たって長堀通から中央大通への4号線移設に伴うサービスエリアの間隙を埋める、という以上の性質を備えていなかった千日前線は、実際には需要や財政面の問題から建設の優先度は低く、大阪万博直前の緊急整備の段階までペンディング状態で長く放置されていたものであった。
なお、阪神と近鉄の難波乗り入れは当初阪神が野田 - 難波、近鉄が難波 - 上本町を開業させる予定だった。近鉄は当初の計画通り近鉄難波線として1970年に難波乗り入れを果たしたが、千日前線の建設計画が立てられると阪神は計画を変更、当時伝法線の終点だった千鳥橋から難波を目指す方針に転換した。この延伸区間は1964年に西九条まで、2009年春に近鉄難波（現・大阪難波駅）まで開業し、阪神なんば線として計画が実現することになる。同時に、千日前線のうち桜川 - 鶴橋間は完全に阪神・近鉄と並行することになる。
さらに、大阪市営地下鉄が直流750V電化の第三軌条方式という特殊な集電方式を広く採用したことや、戦後も基本的に大正時代の計画を踏襲する形で路線建設を進めたことから、「都心を貫通する路線」や「郊外の既存私鉄路線から都心の地下鉄へ直通運転を行う路線」の計画はほとんど行われなかった。地下鉄と郊外の私鉄鉄道の直通運転は、地下鉄線の延長という形でその規格に従って新規に建設された北大阪急行電鉄の南北線（北大阪急行線）が御堂筋線と、近鉄けいはんな線が中央線と実施しているのを別にすれば、堺筋線が直流1500Vの架線集電を採用して阪急千里線・京都線との間で行っているのみで、一部の路線を除いて基本的に郊外路線との相互直通運転を前提に地下鉄が建設された東京と比較するとかなり少なくなっている。
なお、路面電車の輸送力の限界や併用軌道区間における定時性確保の難しさから高規格な地下鉄への移行が求められて1980年に廃止された南海平野線や、トラック輸送の台頭と国鉄の貨物合理化による貨物輸送の廃止や新今宮駅開業後の利用客の減少を理由に南海側から廃止が提案された南海天王寺線（1993年廃止）についても「市営モンロー主義」の影響と言及されることがあるが、これは誤りである。

### 大阪市の交通・財政事情の悪化と方針の変化
1960年代以降のモータリゼーションで道路渋滞によって市電が遅延するようになってからは、市電の収益は悪化し都市計画事業の財源とすることができなくなった。そのため、起債による資金調達を考慮しても、市電を代替する地下鉄の巨額の建設財源を大阪市が独力で確保することは困難となった。
この結果、大阪市営地下鉄の運賃、特に初乗り運賃は他社線と比較して非常に高額となり、大手私鉄中でも特に閑散線区の多い近鉄と比較して約2倍の輸送密度を持つにもかかわらず、その巨額の建設費用に由来する負債の返済が、財政上大きな負担としてのしかかるようになった。この対応として、建設費用の廉価な新交通システムやミニ地下鉄の研究・実用化も行われたが、路線網の拡張は万博対策として実施された、1960年代後半から1970年代初頭にかけての緊急5カ年計画以降、急速に鈍化している。
この間、1955年に運輸大臣の諮問機関として都市交通審議会が設置され大阪地区については大阪部会が特に設けられて審議が行われた。この審議会では3年間に17回に及ぶ会合が行われ、大阪市交通局の地下鉄整備が財政難により、遅々として進まない状況下で急速に悪化する大阪市内の交通事情の改善を目的として、私鉄各社による市内中心部への乗り入れ路線の建設が望ましいとする『都市交通審議会答申第3号』が1958年に運輸大臣へ提出された。この国政レベルでの大阪市内の交通政策に対する直接介入の結果、1963年に京阪本線の淀屋橋駅乗り入れ、続いて1970年には近鉄難波線の近鉄難波駅（現・大阪難波駅）乗り入れが実現し、在阪大手私鉄の幹線は全て御堂筋線の駅に接続した。それらは、大阪市が市中心部への私鉄の乗り入れを容認するようになったという画期的な出来事で、これをきっかけに大阪市の市営モンロー主義政策も徐々に緩和されていくようになる。
その後、1987年に国鉄が分割民営化されてJR西日本が誕生した。

### 平成の幕開けから市営モンロー主義の終焉、大阪市営地下鉄の民営化まで
さらに自由化や規制緩和が叫ばれるようになった1990年代以降はJR東西線（1997年開業）や京阪中之島線（2008年開業）、阪神なんば線（2009年開業）といった「都心直通路線」や「都心貫通路線」が建設されるようになってきている。営業施策面においても、民営化後のJR西日本による攻勢に対抗する必要性が生じたため、スルッとKANSAIやPiTaPaなどに大阪市交通局も積極的に参加するなど、私鉄各社との協調路線に転じた。この時期になると私鉄や民営バスの排除などといった強硬な姿勢はもはやなくなり、阪神なんば線の建設及び保有を行う企業である西大阪高速鉄道に大阪市も出資するなど、市営モンロー主義はもはや形骸化していた。
2011年12月に橋下徹が大阪市長に就任すると、大阪都構想の一環で市バスと市営地下鉄の民営化計画が打ち出され、また橋下自身も「民間に移譲可能な部分は民間で行わせてもよいのではないか」と（同業他社を含む）民間への開放の意向を示し、また大阪市営交通そのものを民営化する意向を示したことから、ここに市営交通一元化政策＝市営モンロー主義は事実上消滅した。
大阪市は2017年の市議会に地下鉄事業の廃止議案を提出して3月28日に可決され、2018年4月より地下鉄は全額を市が出資する新会社に移管された。これにより平成の末期で市営モンロー主義は完全に消滅した。市営地下鉄は「大阪市高速電気軌道（Osaka Metro）」が受け皿となった。なお、この時既に橋下は大阪市長を退任していた（民営化時点では吉村洋文が就任していた）。

### 大阪市内のバス事業
バス事業については、1924年に市バスに先行して大阪乗合自動車（青バス）が運行を開始し、これに遅れて1927年より運行が開始された市バス（銀バス）および既設の市電各線との間で極端な競争状態が発生した。しかし、1939年11月に陸上交通事業調整法に基づき大阪市電気局がこれを統合したため、市内のバス事業は阪神国道自動車（現在の阪神バス）の市内乗り入れ路線を除き、ほとんど大阪市営バスで一元化された。
戦後、市バス路線が郊外にも延長し、また1955年の市域拡張に伴い従来阪急バスや近鉄バスのサービスエリアであった地域、に新たに市バス路線を開設したため、その代償として阪急バスや近鉄バスの梅田乗り入れや京阪バスの天満橋乗り入れと民営各社の乗り入れが認められた。このほか、1952年には市内中心部の内本町にバスセンターを設け、民営各社が郊外からの乗入路線を設置した。
ただし、1970年には交通渋滞と地下鉄路線網の発達によりバスセンターへの乗り入れメリットが薄れたため、民営各社は再び都心部の乗り入れを取りやめている。この結果、南海電鉄バス（現：南海バス）は1989年に大阪市内の乗り入れから一度完全撤退した。阪神電鉄バス（現：阪神バス）も古くからの梅田乗り入れを止め、野田阪神前まで後退している。京阪バスも内本町バスセンターへの乗り入れを中止して最遠が京橋までとなった。
そのため現在、大阪市内に路線を持つ民営の一般バス路線は、市域編入前から路線網を持っていた北部（淀川の流域）の阪急バスと東部・南部の近鉄バスが一定規模運行しているのを除けば、京阪バスの9A号経路摂南大学 - 守口市駅 - JR吹田駅間や守口南部線の一部区間、阪神バスの北大阪線および大阪ローカル線、北港観光バスが運行する住吉区・東住吉区の一部、南港や舞洲、中之島地区、南海バスが運行する南港や天保山地区など、2011年の市営モンロー主義の事実上の消滅以降に開設・延長された路線を含めても小規模に留まっている。
バス事業も、2018年4月より大阪シティバスに移管された。

### 交通一元化のメリット
このように都市交通の発展という観点では、さまざまなネガティブな面が指摘される大阪市の交通一元化政策であるが、逆にこの政策が実現もしくは成功に寄与した以下の事項があったこともまた事実である。
- 1970年の日本万国博覧会開催を前にした路面電車網の全廃とこれを代替する地下鉄網の緊急整備[注釈 38]
- 収容力の大きな30系電車の大量生産と万国博輸送に関連する御堂筋線への集中投入による輸送・運用の効率化[注釈 39]
- 通常規格の地下鉄では収支の合わない線区に対する新交通システムやミニ地下鉄の実用化
- ミニ地下鉄のための制御・駆動システムの研究開発[注釈 40]

下記にあげるような、運賃・乗車制度面でのメリットもある。
- 市内を市営地下鉄のみで移動する場合、地下鉄+他社線を利用する場合と比較して、初乗り運賃の加算がない分運賃、特に定期が安価である
- ラッシュ時の混雑緩和策として御堂筋・四つ橋線の並行区間では、同一定期券による自由な経路選択が可能
- 定期券でのう回乗車が認められ、通勤定期であればう回定期も発行可能[注釈 41]
- バスと地下鉄との乗り継ぎ割引制度
- ゾーンバス制度によるバス同士の乗り継ぎ[注釈 42]

## 東京市（現東京都）の事例
大阪市と同様、東京市→都でもかつては「市内の交通整備は東京市で行う」といった、大阪の市営モンロー主義に類似する政策が採られていた。
2023年現在、1932年以前の旧東京市15区のエリアと山手線の内側のエリアにJR東日本と東京メトロを除く民営の鉄道路線がほとんど存在しないのは、その名残と言える。
しかし、当初より市当局が路面電車網建設を計画的に実施した大阪市とは異なり、東京の路面電車は当初、東京電車鉄道・東京市街鉄道・東京電気鉄道の民間3社によって建設され、それらが合併して成立した東京鉄道を1911年に市が買収することで、ようやく市営一元化が達成されたものであった。
また地下鉄に関しては、当初は民間資本による東京地下鉄道に建設を任せ、後に東京市自体で路線の建設を行おうとしたが、予算不足でこれまた民営の東京高速鉄道に免許の一部を譲るなど、公営化はなかなか実施できなかった（東京地下鉄道と東京高速鉄道は合併し、後の営団地下鉄、現在の東京メトロ銀座線となる）。
さらにバスは甲州財閥の一人である堀内良平が創業した東京乗合自動車（青バス）が先行し、市電を脅かす存在となっていた。市は市バス（現在は都営バス）を関東大震災の復興事業として開業しこれに対抗したが、先行する青バスの優位は動かず、市内遊覧バスもまた青バス系のユーランバス（現在のはとバスのルーツ）がほぼ独占的に運行していた。青バスのほかに、黄バス（東京環状乗合）が城西地区を、城東乗合が城東地区を運行し、王子電気軌道バスが城北地区を、東横乗合と京王電気軌道のバスが城西南地区を運行していた。市内バス事業はこのような乱立状態にあり、バス事業において東京市はかなり出遅れていた。
こうした市内交通の一元化は、結局は陸上交通事業調整法により、天王州 - 赤羽 - 葛西橋の山手線・荒川放水路に囲まれた一帯の軌道・乗合自動車を東京市が統合することでようやく達成された。だが、それ以外の市域はおおむね城東＝京成、城北＝東武、城西＝武蔵野（後の西武）、城南＝東急の4グループにまとめられ、地下鉄は新設の帝都高速度交通営団に統合された。こうして全市域の市内交通を東京市が一元的に掌握することは叶わなくなった。
第二次世界大戦後、東京都は営団地下鉄の都への移管を主張した。しかし、運輸省（当時）は戦前の経緯から東京都だけでは資金調達の面で不安があり、新線建設について莫大な資金の投下を要する地下鉄路線網の拡充を行うことは困難と考え、これを阻止した。だが都は公営地下鉄の建設を諦めず、交通営団だけでは加速する都市化に対応した地下鉄整備が困難と主張。結局運輸省はこれを認め、交通営団と都がそれぞれ建設運営を分担することで路線を拡大させることとした。
この方針は現在に至るまで貫かれ、東京の地下鉄運営団体が2つ存在する理由となっている。
そして誕生したのが都営地下鉄である。もっとも、都営地下鉄は単独での運営を前提とせず、ミニ地下鉄である12号線（大江戸線）を除く他のすべての路線が郊外私鉄各社線との相互乗り入れを前提に計画・建設・運営され、都による独占とはほど遠い方法論が採られている。これにより各線区は開業後サービスエリア内の交通状況の改善に大きく資することとなったが、その反面、東京都交通局は1067mm（三田線）、1372mm（新宿線）、1435mm（浅草線・大江戸線）と3種の軌間を採用することを強いられ、建築限界の相違を含めると、自局で建設した4路線すべてで規格が全く異なるという、車両調達・運用上非常に不利な状況の甘受を強いられることともなった。
なお、営団地下鉄は2004年4月1日に東京地下鉄株式会社（東京メトロ）として民営化し、当初は東京都は同社の46.6%の株を保有していた。ただし、東京地下鉄は株式上場して完全民営化する予定とされており、最終的に東京都の株式は全て売却される予定となっている。東京地下鉄は2024年10月23日に株式上場を果たしたことで、東京都の保有する株は現在は半分の23.29%となっている。